# Cratere McCauley
McCauley è un cratere sulla superficie di Marte.